# Jean Jacques Flipart
Jean Jacques Flipart (Parigi, 15 febbraio 1719 – Parigi, 9 luglio o 10 luglio 1782) è stato un incisore francese.

## Biografia
Nato a Parigi, suo padre era l'incisore francese Jean-Charles Flipart, dal quale ricevette la prima formazione nell'arte dell'incisione. Anche il fratello Charles-Joseph Flipart, che in seguito si fece apprezzare per l'incisione e la pittura, ricevette la sua formazione iniziale dal padre.
Flipart in seguito frequentò la bottega del mastro incisore Laurent Cars (1699-1771).

## Opere

### Incisioni
- La Battaglia dei Lapiti e dei Centauri, da un dipinto di Bon Boullogne[2]
- La caccia alla tigre, da François Boucher[3]
- Concorso per il premio dello studio delle teste e dell'espressione, da Charles-Nicolas Cochin[4]
- Justine Favart, da Charles-Nicolas Cochin[5]
- Ritratto di J. B. Greuze, da Jean-Baptiste Greuze
- L'uccellino morto, da Jean-Baptiste Greuze[6]
- Il Paralitico servito dai suoi figli, da Jean-Baptiste Greuze
- L'accordo di villaggio, da Jean-Baptiste Greuze[7]
- La torta dei re, Jean-Baptiste Greuze
- L'imbottitrice di tabacco, Jean-Baptiste Greuze
- Ritratto di Jacques Dumont il Romano, da de la Tour
- La Sacra Famiglia, da Giulio Romano
- Adamo ed Eva, da Charles-Joseph Natoire[8]
- La lavoratrice d'arazzi, da Jean Siméon Chardin[9]
- L'imbottitrice di tabacco, da Jean Siméon Chardin[10]
- Il disegnatore, da Jean Siméon Chardin
- La tempesta, da Claude Joseph Vernet

Incisioni di Jean-Jacques Flipart
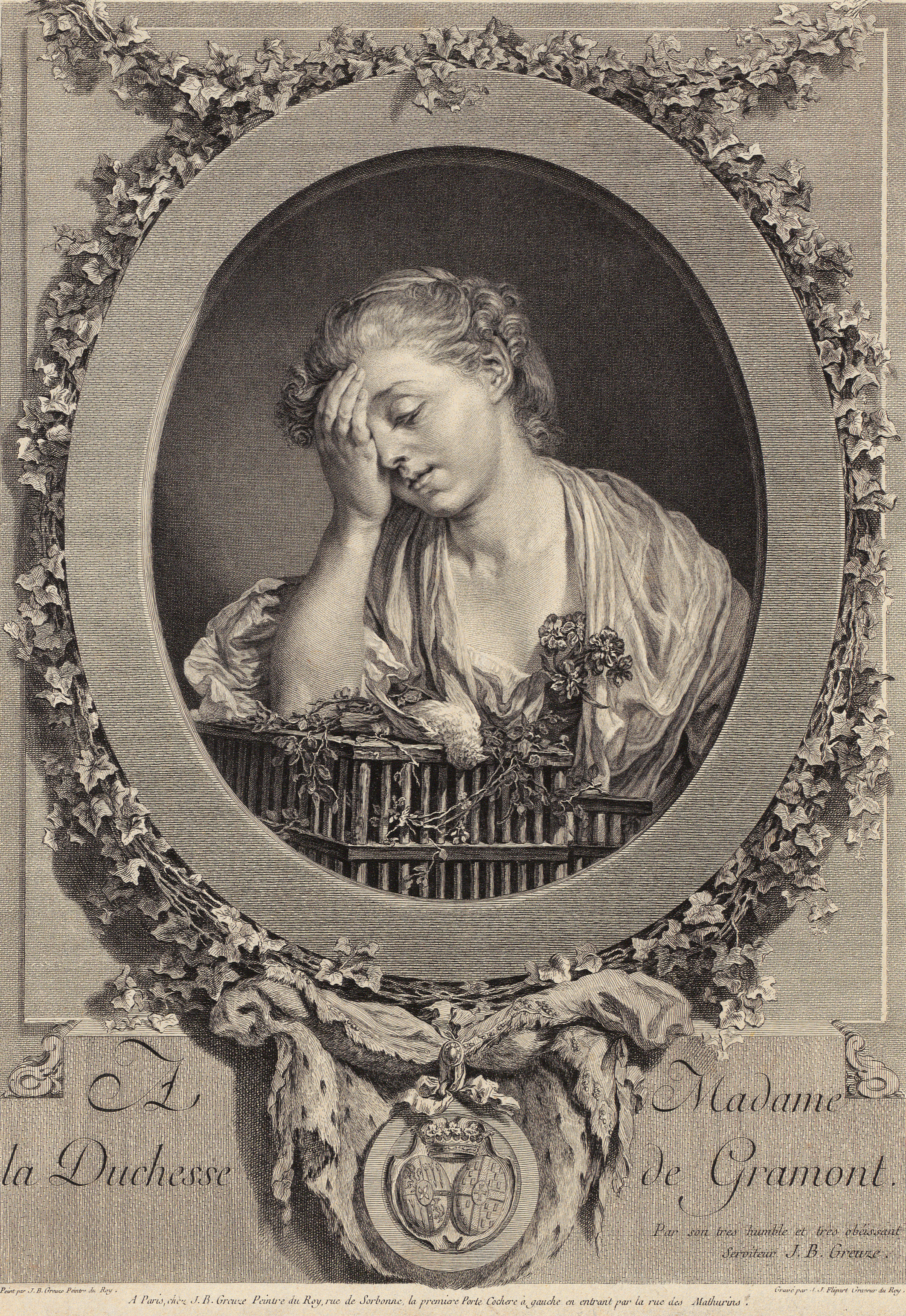
L'uccellino morto
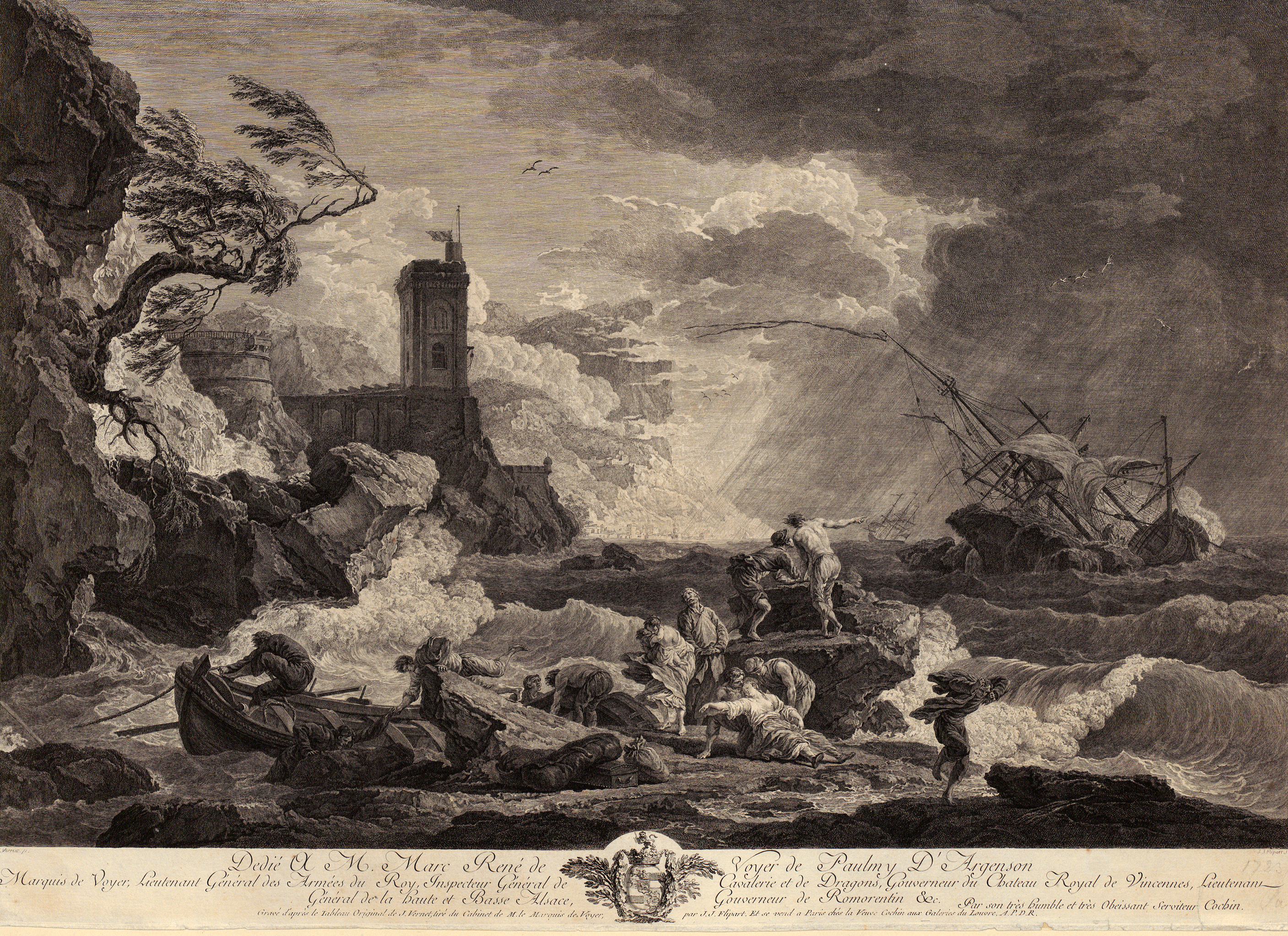
La tempesta
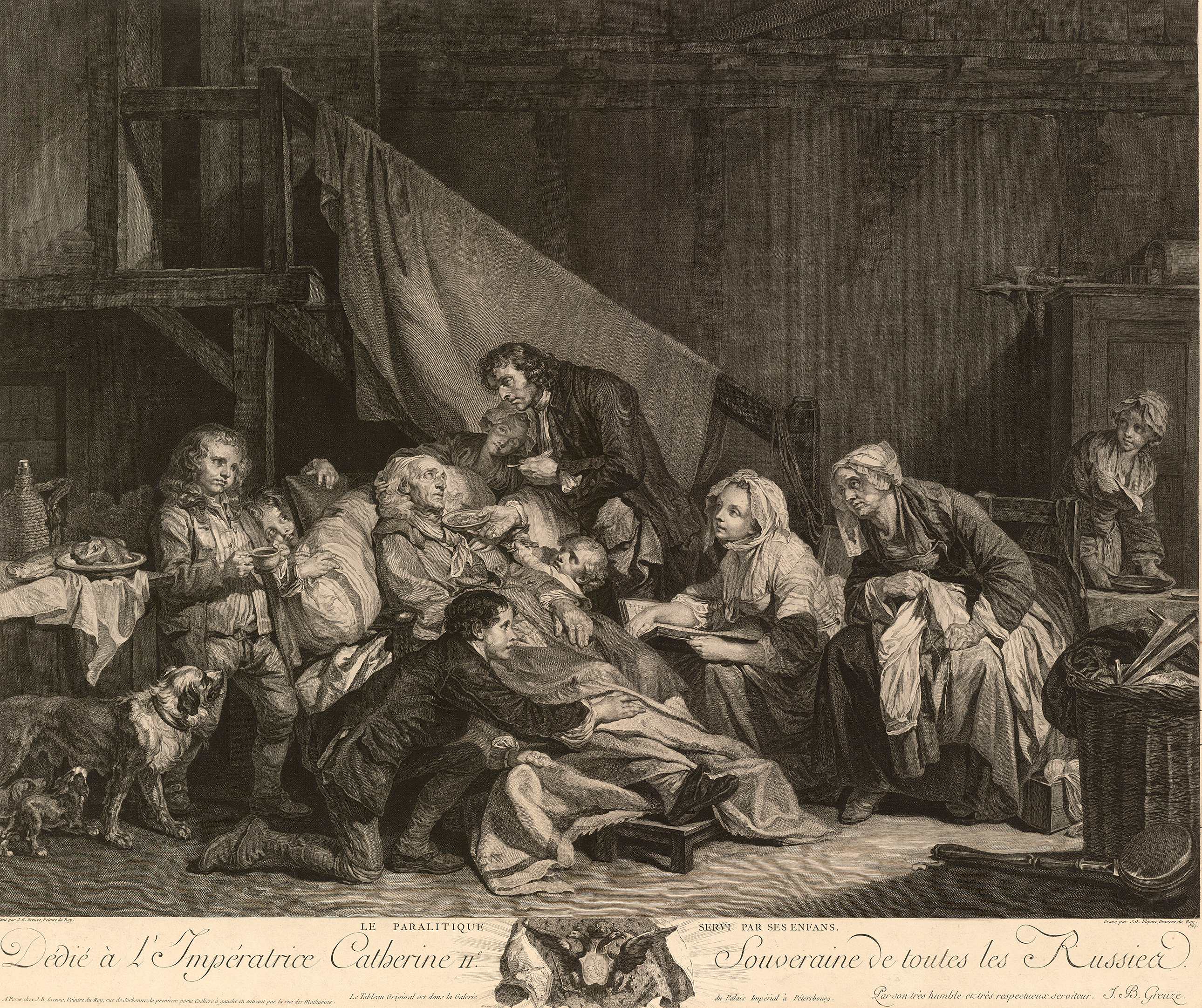
Il Paralitico e i suoi figli
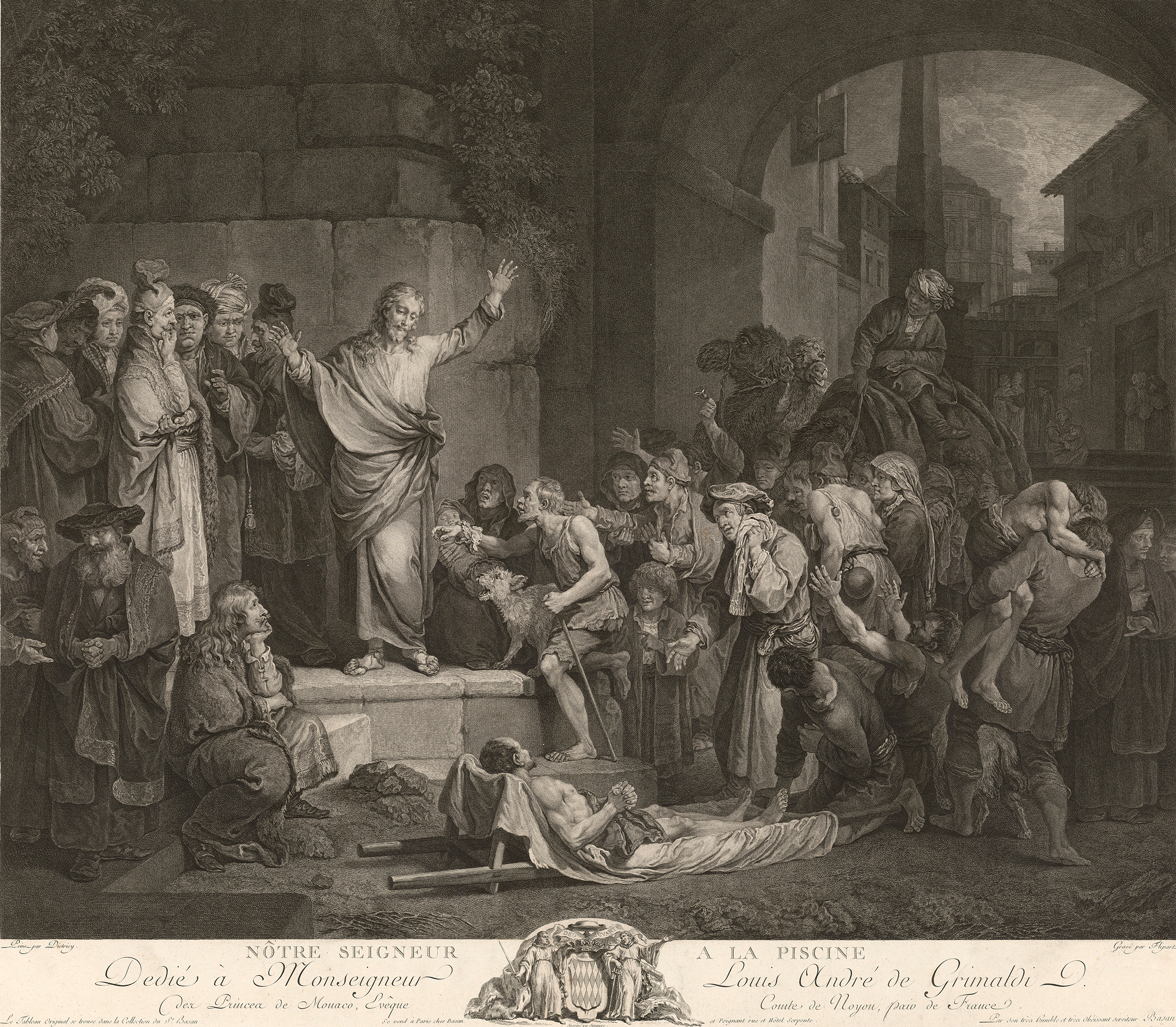
Gesù guarisce un paralitico

### Contributi bibliofili
- L'Elogio della Follia tradotto dal latino di Erasmo da Nicolas Gueudeville, figure incise da dipinti di Charles Eisen da Jacques-Nicolas Tardieu, Noël Le Mire, Jean-Baptiste Delafosse, Louis Legrand, Jean-Jacques Flipart e Jacques Aliamet, stampato da Jean-Augustin Grangé, Jacques-François Mérigot, Charles II Robustel e Jean-Noël Le Loup, 1751[11].
- Le favole di Jean de La Fontaine: per un'edizione completa di quest'opera pubblicata dall'editore Desaint & Saillant dal 1755 al 1759, ha inciso diverse tavole basate sui disegni di Jean-Baptiste Oudry, vale a dire: La volpe e la cicogna, Il lupo, la madre e il bambino, Belfagor, L'uomo e la sua immagine, Il leone e la caccia all'asino e Il mugnaio, suo figlio e l'asino.

Incisioni delle favole di Jean de La Fontaine
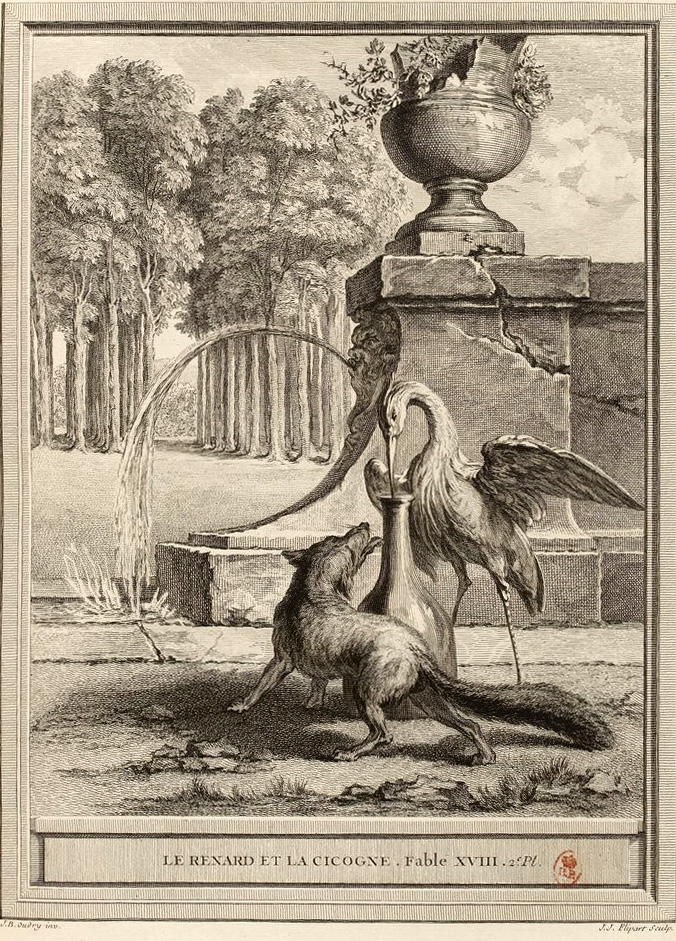
La volpe e la cicogna
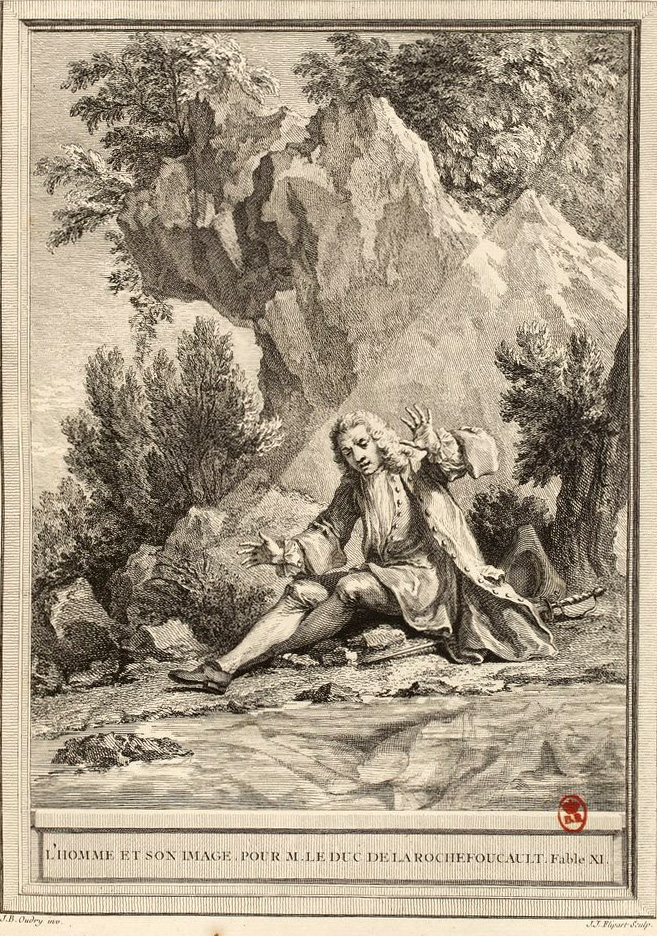
La fontana e l'uomo
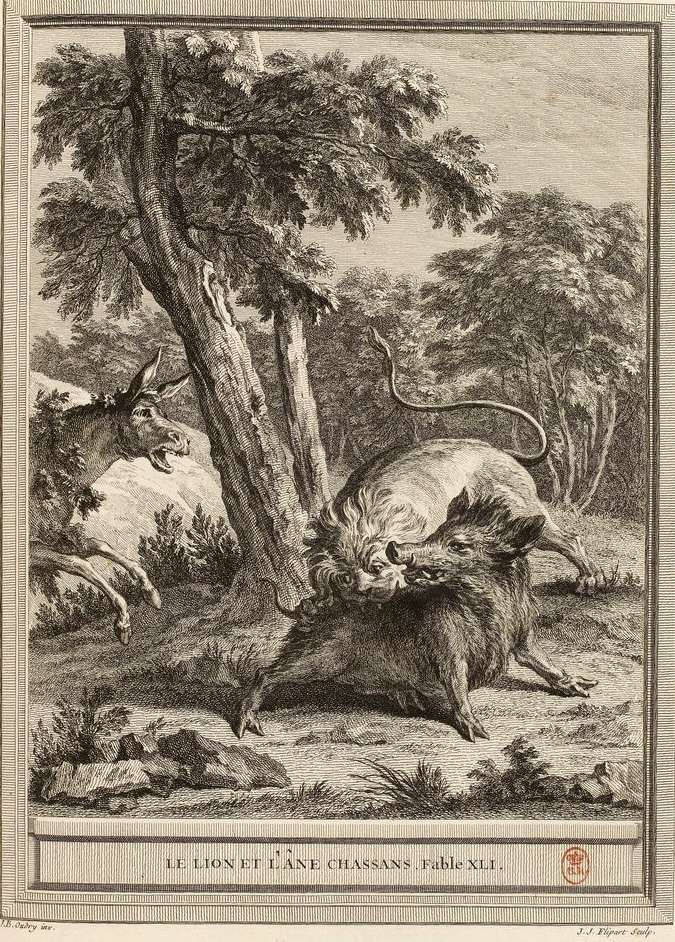
Il leone e la caccia all'asino
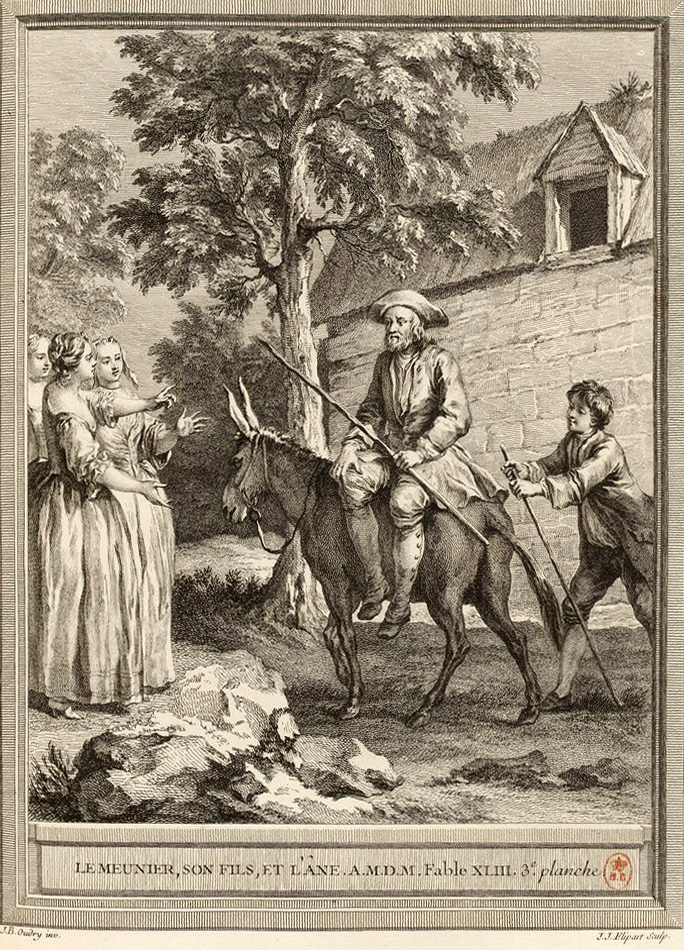
Il mugnaio, suo figlio e l'asino